# Liga del Fútbol Profesional Boliviano 1995
La Liga del Fútbol Profesional Boliviano 1995 è stata la 19ª edizione della massima serie calcistica della Bolivia, ed è stata vinta dal San José.

## Formula
L'Apertura si divide in due fasi: dapprima due gironi da sei squadre ciascuno; essi qualificano le prime due classificate alla fase a eliminazione diretta. Nel Clausura si riformano due gruppi da sei (diversi per composizione da quelli dell'Apertura): le prime tre di ogni girone passano alla fase finale, mentre la penultima classificata deve disputarsi la permanenza in massima serie con la formazione giunta al secondo posto nella serie cadetta. Sebbene fosse prevista una finale tra i vincitori di Apertura e Clausura, essa non fu disputata, poiché il San José aveva vinto entrambi i tornei.

## Torneo Apertura

### Gruppo A
| Pos. | Squadra           | Pt | G  | V | N | P | GF | GS | DR  |
| ---- | ----------------- | -- | -- | - | - | - | -- | -- | --- |
| 1.   | Guabirá           | 29 | 14 | 9 | 2 | 3 | 23 | 12 | +11 |
| 2.   | Oriente Petrolero | 26 | 14 | 7 | 5 | 2 | 21 | 14 | +7  |
| 3.   | Ind. Petrolero    | 20 | 14 | 6 | 2 | 6 | 22 | 27 | -5  |
| 4.   | Bolívar           | 17 | 14 | 4 | 5 | 5 | 20 | 14 | +6  |
| 5.   | Real Santa Cruz   | 16 | 14 | 4 | 4 | 6 | 11 | 20 | -9  |
| 6.   | Wilstermann       | 15 | 14 | 4 | 3 | 7 | 16 | 19 | -3  |

### Gruppo B
| Pos. | Squadra       | Pt | G  | V | N | P  | GF | GS | DR  |
| ---- | ------------- | -- | -- | - | - | -- | -- | -- | --- |
| 1.   | San José      | 27 | 14 | 8 | 3 | 3  | 29 | 12 | +17 |
| 1.   | The Strongest | 27 | 14 | 8 | 3 | 3  | 16 | 5  | +11 |
| 3.   | Stormer's     | 18 | 14 | 5 | 3 | 6  | 15 | 19 | -4  |
| 4.   | Blooming      | 15 | 14 | 4 | 3 | 7  | 22 | 27 | -5  |
| 5.   | Ciclón        | 14 | 14 | 4 | 2 | 8  | 15 | 22 | -7  |
| 6.   | Destroyers    | 10 | 14 | 3 | 1 | 10 | 16 | 35 | -19 |

### Semifinali

#### Andata
| Arbitro: | Ortubé |

|                               |           |                         |
| Carlos da Silva 17’ Merlo 37’ | Marcatori | 34’ Campos 64’ Paniagua |

| Arbitro: | Aliaga |

|            |           |  |
| Molina 55’ | Marcatori |  |

#### Ritorno
| Arbitro: | Lugones |

|            |           |           |
| Campos 52’ | Marcatori | 70’ Jason |

| Arbitro: | Cuevas |

|                         |           |               |
| Rea 19’ Suárez 50’, 85’ | Marcatori | 13’ Bobadilla |

### Finale

#### Andata
| Arbitro: | Luna |

|                                |           |              |
| Suárez 56’ Amarilla 65’ (rig.) | Marcatori | 90’ Villegas |

#### Ritorno
| Arbitro: | Ortubé |

|                                |           |  |
| Daza 46’ Campos 73’ García 77’ | Marcatori |  |

#### Spareggio
| Arbitro: | Luna |

|            |           |              |
| Campos 20’ | Marcatori | 76’ Céspedes |

Data la persistente condizione di parità, il San José vince per la miglior differenza reti ottenuta nelle prime due gare.

## Torneo Clausura

### Prima fase

#### Gruppo A
| Pos. | Squadra         | Pt | G  | V | N | P | GF | GS | DR  |
| ---- | --------------- | -- | -- | - | - | - | -- | -- | --- |
| 1.   | Bolívar         | 26 | 14 | 7 | 5 | 2 | 21 | 9  | +12 |
| 2.   | Guabirá         | 24 | 14 | 7 | 3 | 4 | 28 | 11 | +17 |
| 3.   | Wilstermann     | 18 | 14 | 5 | 3 | 6 | 15 | 15 | 0   |
| 3.   | Real Santa Cruz | 18 | 14 | 5 | 3 | 6 | 17 | 21 | -4  |
| 5.   | Stormer's       | 16 | 14 | 4 | 4 | 6 | 17 | 18 | -1  |
| 6.   | Blooming        | 8  | 14 | 3 | 2 | 9 | 12 | 28 | -16 |

#### Gruppo B
| Pos. | Squadra           | Pt | G  | V | N | P | GF | GS | DR  |
| ---- | ----------------- | -- | -- | - | - | - | -- | -- | --- |
| 1.   | San José          | 24 | 14 | 7 | 3 | 4 | 21 | 14 | +7  |
| 2.   | Oriente Petrolero | 23 | 14 | 5 | 8 | 1 | 24 | 14 | +10 |
| 2.   | Destroyers        | 23 | 14 | 7 | 2 | 5 | 24 | 24 | 0   |
| 4.   | The Strongest     | 17 | 14 | 4 | 5 | 5 | 19 | 17 | +2  |
| 5.   | Ind. Petrolero    | 15 | 14 | 3 | 6 | 5 | 17 | 26 | -9  |
| 6.   | Ciclón            | 12 | 14 | 2 | 6 | 6 | 14 | 22 | -8  |

### Play-out

#### Partita secca ultimo-penultimo classificato
| Cochabamba 25 novembre 1995                      | Blooming             | 1 – 1 | Ciclón | Estadio Félix Capriles |
| \| \| \| \| \| – \| Tiri di rigore 8 – 7 \| – \| |                      |       |        |                        |
|                                                  |                      |       |        |                        |
| –                                                | Tiri di rigore 8 – 7 | –     |        |                        |

#### Spareggio retrocessione

##### Andata
| Cochabamba 1995 | Blooming | 0 – 0 | Chaco Petrolero | Estadio Félix Capriles |

##### Ritorno
| La Paz 1995                                      | Chaco Petrolero      | 1 – 1 | Blooming | Estadio Hernando Siles |
| \| \| \| \| \| – \| Tiri di rigore 6 – 5 \| – \| |                      |       |          |                        |
|                                                  |                      |       |          |                        |
| –                                                | Tiri di rigore 6 – 5 | –     |          |                        |

Blooming retrocesso in seconda divisione, Chaco Petrolero promosso.

### Fase finale
| Pos. | Squadra           | Pt | G  | V | N | P | GF | GS | DR  |
| ---- | ----------------- | -- | -- | - | - | - | -- | -- | --- |
| 1.   | San José          | 20 | 10 | 5 | 5 | 0 | 19 | 4  | +15 |
| 2.   | Guabirá           | 20 | 10 | 6 | 2 | 2 | 17 | 14 | +3  |
| 3.   | Bolívar           | 19 | 10 | 5 | 4 | 1 | 10 | 3  | +7  |
| 4.   | Oriente Petrolero | 11 | 10 | 3 | 2 | 5 | 12 | 18 | -6  |
| 5.   | Destroyers        | 8  | 10 | 2 | 2 | 6 | 13 | 22 | -9  |
| 6.   | Wilstermann       | 4  | 10 | 1 | 1 | 8 | 9  | 19 | -10 |

#### Spareggio per il titolo di Clausura
| Arbitro: | Ortubé |

|              |                      |            |
| Paniagua 22’ | Marcatori            | 18’ Suárez |
| –            | Tiri di rigore 4 – 2 | –          |

## Verdetti
- San José campione nazionale
- San José e Guabirá in Coppa Libertadores 1996
- Ciclón e Blooming retrocessi
- Deportivo Municipal e Chaco Petrolero promossi dalla seconda divisione

## Classifica marcatori
| Gol |  |  | Giocatore            | Squadra              |
| --- |  |  | -------------------- | -------------------- |
| 29  |  |  | Berthy Suárez        | Guabirá              |
| 27  |  |  | José Ernesto Campos  | San José             |
| 18  |  |  | Roly Paniagua        | San José             |
| 16  |  |  | Carlos Rivera Robles | Destroyers           |
| 14  |  |  | Edú Monteiro         | Destroyers           |
| 14  |  |  | Jason                | Oriente Petrolero    |
| 14  |  |  | Julio César Amarilla | Guabirá              |
| 13  |  |  | Hebert Arandia       | Wilstermann Blooming |
| 12  |  |  | Serafín Gareca       | Ind. Petrolero       |
| 11  |  |  | Marcelo Ceballos     | Ciclón               |
| 10  |  |  | Saturnino            | Ind. Petrolero       |